# Sulaco (Yoro)
Sulaco est une municipalité du Honduras, située dans le département de Yoro. Elle comprend 14 villages et 85 hameaux. Elle est fondée en 1654.

## Source de la traduction
- (en) Cet article est partiellement ou en totalité issu de l’article de Wikipédia en anglais intitulé « Sulaco, Yoro » (voir la liste des auteurs).